# Ivan Ahčin
Ivan Ahčin (ur. 9 marca 1897 w Domžalach, zm. 14 lutego 1960 w Buenos Aires) – słoweński duchowny katolicki, pedagog, polityk, publicysta i teolog.

## Życiorys
W trakcie I wojny światowej walczył w Rumunii, gdzie zachorował na dur brzuszny, i we Włoszech.
Po wojnie wstąpił do seminarium duchownego. W 1921 roku przyjął święcenia kapłańskie. W 1925 roku uzyskał stopień naukowy doktora. Posługę kapłańską sprawował w Mokronogu i Lublanie. Następnie udał się na studia zagraniczne do Francji, Wielkiej Brytanii, Belgii i Niemiec. Współpracował z czasopismem „Slovenec”, będąc jego redaktorem naczelnym w latach 1930–1941. Był również redaktorem czasopisma „Čas”. Był wykładowcą filozofii społecznej na Uniwersytecie Lublańskim. W życiu politycznym blisko współpracował z Antonem Korošcem. Należał do Słoweńskiej Partii Ludowej. Wyznawał poglądy antykomunistyczne i przeciwne masonerii. Sprzeciwiał się również serbskiej dominacji w Królestwie Jugosławii.
W 1942 roku wyjechał do Rzymu. Od 1948 roku żył na emigracji w Argentynie. Chorował na nowotwór jelita grubego. Zmarł w 1960 roku.